# Amphisbaena stejnegeri
Amphisbaena stejnegeri este o specie de reptile din genul Amphisbaena, familia Amphisbaenidae, ordinul Squamata, descrisă de Alexander Grant Ruthven în anul 1922. Conform Catalogue of Life specia Amphisbaena stejnegeri nu are subspecii cunoscute.